# Автодор (футбольный клуб)
«Автодо́р» — российский футбольный клуб из Владикавказа.

## Названия
- до 1992: «Автодор»
- 1992—1994: «Автодор-ОЛАФ»[4]
- 1994: «Автодор»
- 1995—1996: «Автодор-БМК»
- с 1997: «Автодор»

## История
Футбольный клуб «Автодор» основан в 1983 году на базе производственного управления «Севосетинавтодор» по инициативе Х. Х. Албегонова.
В 1988 году «Автодор» вышел на всероссийскую футбольную арену, приняв участие в первенстве страны среди любительских команд. Учитывая стабильные показатели клуба, Федерация футбола России допустила его к участию в чемпионате СССР среди команд второй лиги в сезоне 1990 года. В 1992 году «Автодор» пробился в первый дивизион российского футбола. В 1993 году клуб реально боролся за выход в Высшую лигу, заняв второе место, уступив единственную путёвку новороссийскому «Черноморцу».
В 1995 году клуб расстался с первой лигой по причине недостатка финансов, а также из-за резкого омоложения состава. С этого времени кардинально изменилась политика клуба: весь акцент в работе был сделан на перспективную молодёжь. Игра за «Автодор» стала восприниматься как своеобразный трамплин для профессионального роста молодых футболистов и последующего их выступления за ведущие клубы. Особенных успехов клуб достиг в подготовке футболистов высокого класса. Более 50 воспитанников «Автодора» выступали и продолжают выступать на самом высоком уровне в Премьер-лиге и Первом дивизионе.
В 2008 году команда заняла последнее место в зоне «Юг» Второго дивизиона и должна была продолжить выступления уже на любительском уровне, но из-за плохой финансовой ситуации во многих других клубах, «Автодор» сумел заявиться и пройти лицензирование для участия в чемпионате 2009. В 2009 году состав «Автодора» ещё более омолодился и команда уверенно заняла 5-е место в зоне «Юг». В сезоне 2010 клуб финишировал в подвале турнирной таблицы, особенно слабо проводя домашние встречи.
В марте 2011 года ФК «Автодор» не смог пройти процедуру аттестации и снялся с первенства России по футболу среди команд второго дивизиона. Многие игроки «Автодора» перешли в «Аланию-Д», либо пополнили составы любительских команд Северной Осетии.

## Цвета клуба
| Синий | Белый | Чёрный |

## Статистика выступлений
| Сезон             | Лига                            | Место | Кубок | Примечания                                        |
| ----------------- | ------------------------------- | ----- | ----- | ------------------------------------------------- |
| Чемпионаты СССР   |                                 |       |       |                                                   |
| 1990              | Вторая низшая лига СССР, 4 зона | 9     | —     |                                                   |
| 1991              | Вторая низшая лига СССР, 4 зона | 13    | —     |                                                   |
| Чемпионаты России |                                 |       |       |                                                   |
| 1992              | Вторая лига, 2 зона             | 1     | —     | Выход в Первую лигу                               |
| 1993              | Первая лига, зона «Запад»       | 2     | 1/128 | Наивысший результат «Автодора» за всю историю     |
| 1994              | Первая лига                     | 18    | 1/64  | Вылет во Вторую лигу                              |
| 1995              | Вторая лига, зона «Запад»       | 13    | 1/32  |                                                   |
| 1996              | Вторая лига, зона «Запад»       | 6     | 1/256 |                                                   |
| 1997              | Вторая лига, зона «Запад»       | 7     | 1/64  | Переведён в зону «Юг»                             |
| 1998              | Второй дивизион, зона «Юг»      | 5     | 1/8   |                                                   |
| 1999              | Второй дивизион, зона «Юг»      | 4     | 1/32  |                                                   |
| 2000              | Второй дивизион, зона «Юг»      | 6     | 1/64  |                                                   |
| 2001              | Второй дивизион, зона «Юг»      | 3     | 1/256 |                                                   |
| 2002              | Второй дивизион, зона «Юг»      | 4     | 1/32  |                                                   |
| 2003              | Второй дивизион, зона «Юг»      | 6     | 1/64  |                                                   |
| 2004              | Второй дивизион, зона «Юг»      | 4     | 1/256 |                                                   |
| 2005              | Второй дивизион, зона «Юг»      | 6     | 1/256 |                                                   |
| 2006              | Второй дивизион, зона «Юг»      | 10    | 1/256 |                                                   |
| 2007              | Второй дивизион, зона «Юг»      | 13    | 1/256 |                                                   |
| 2008              | Второй дивизион, зона «Юг»      | 18    | 1/128 | Разрешено участие во Втором дивизионе в 2009 году |
| 2009              | Второй дивизион, зона «Юг»      | 5     | 1/256 |                                                   |
| 2010              | Второй дивизион, зона «Юг»      | 16    | 1/256 | Потеря профессионального статуса                  |

### Главные тренеры (с 1990 года)
| - Гиви Керашвили: (1990—1992) - Игорь Цакоев: (1993—1994) - Гиви Керашвили: (1995) - Руслан Сакиев: (1996—1997) - Юрий Газзаев: (1998) - Эрик Берёзов: (1998) - Теймураз Козырев: (1999) - Эрик Берёзов: (1999) - Юрий Газзаев: (1999—2001) - Гиви Керашвили: (2002—2003) | - Руслан Хаев: (2003) - Сергей Ташуев: (2004) - Гиви Керашвили: (2005) - Марат Дзоблаев: (2006) - Гиви Керашвили: (2006) - Марат Дзоблаев: (2007) - Заур Тедеев: (2008) - Георгий Боциев: (2009) - Казбек Цалоев: (2010) - Сослан Бериев: (2010) |